# Рансоль
Рансоль (Рансол; кат. Ransol) — деревня в Андорре, на территории общины Канильо. Расположена в северо-восточной части страны, на берегу реки Валира-дель-Орьен, на высоте 1745 м над уровнем моря.
Население деревни по данным на 2014 год составляет 173 человека.
Динамика численности населения:
| 2007 | 2008 | 2009 | 2010 | 2011 | 2012 | 2013 | 2014 |
| ---- | ---- | ---- | ---- | ---- | ---- | ---- | ---- |
| 191  | 194  | 216  | 240  | 210  | 169  | 168  | 173  |